# Las Alcaravaneras

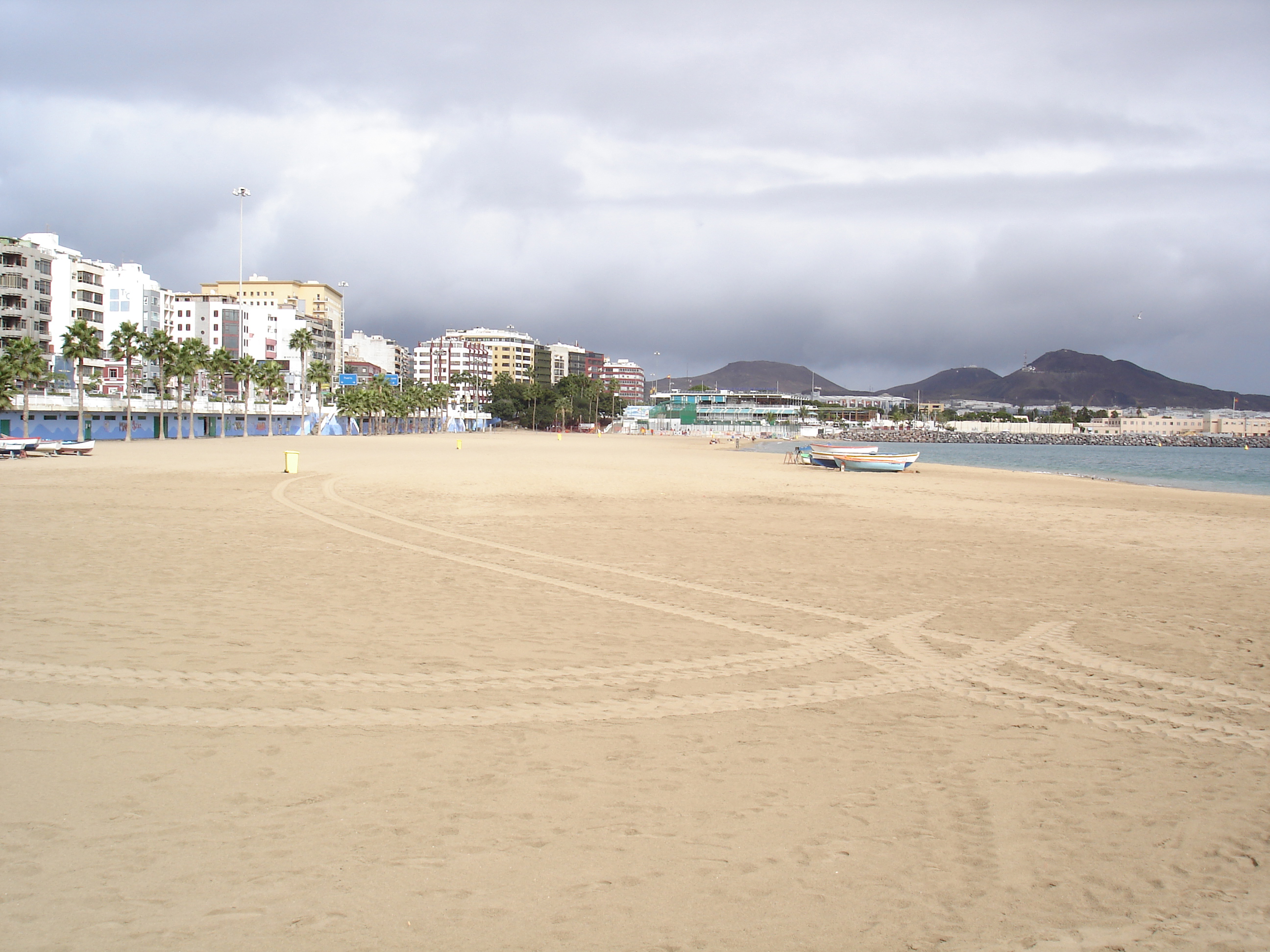
plaża Las Alcaravaneras

Las Alcaravaneras – plaża w Las Palmas (Hiszpania) po wschodniej stronie przesmyku Guanarteme łączącego La Isletę z Gran Canarią.